# Ciência central

Ordenação parcial das ciências proposta por Balaban e Klein.

A química é frequentemente denominada ciência central porque é a ponte que conecta as ciências físicas, que incluem a química, com as ciências da vida e as ciências aplicadas, tais como a medicina e a engenharia. A natureza dessa relação é um dos principais assuntos tratados na filosofia da química e na cienciometria. A frase foi popularizada por ser usada em um livro de Theodore L. Brown e H. Eugene LeMay, intitulado Chemistry: The Central Science (em português, Química: A Ciência Central), que foi publicado pela primeira vez em 1977, com uma décima quinta edição publicada em 2021.
O papel central da química pode ser visto na classificação hierárquica e sistemática das ciências de Auguste Comte, na qual cada disciplina fornece uma estrutura mais geral para a área que precede (matemática → astronomia → física → química → biologia → ciências sociais). Balaban e Klein propuseram um diagrama mais recente que mostra a ordenação parcial das ciências no qual a química pode ser tratada como “a ciência central”, uma vez que fornece um grau significante de ramificações. Na formação dessas conexões, o campo inferior não pode ser totalmente reduzido ao seu superior. Isso mostra que o campo inferior possui ideias e conceitos emergentes, que não existem em campos superiores da ciência.
Assim, a química está construída em uma compreensão de leis físicas que governam partículas como átomos, prótons, nêutrons, elétrons, termodinâmica etc., embora tenha mostrado que não pode ser “totalmente 'reduzida' à mecânica quântica”. Conceitos como a periodicidade dos elementos e as ligações químicas são emergentes na química, onde elas são mais do que forças subjacentes definidas pela física.
Do mesmo modo, a biologia não pode ser totalmente reduzida à química, apesar de o maquinário que é responsável pela vida ser formado por moléculas. Por exemplo, a maquinaria da evolução pode ser descrita em termos da química pela compreensão de que ela é uma mutação na ordem do pareamento gênico de bases no DNA de um organismo. No entanto, a química não pode descrever totalmente o processo, uma vez que não possui conceitos como a seleção natural, que é responsável por guiar a evolução. A química é fundamental para a biologia uma vez que ela fornece uma metodologia para o estudo e compreensão das moléculas que compõem as células.
As conexões feitas pela química são formadas através de várias subdisciplinas que utilizam conceitos científicos de múltiplas disciplinas. Química e física são ambas necessárias nas áreas de físico-química, química nuclear e química teórica. Química e biologia se interceptam nas áreas de bioquímica, química medicinal, biologia molecular, biologia química, genética molecular e imunoquímica. A química e as ciências da terra se interceptam em áreas como geoquímica e hidrologia.